# Jan-Jürgen Wasmuth
Jan-Jürgen Wasmuth (* 28. Oktober 1938) ist ein deutscher Komponist und Kirchenmusiker in Walsrode.

## Leben

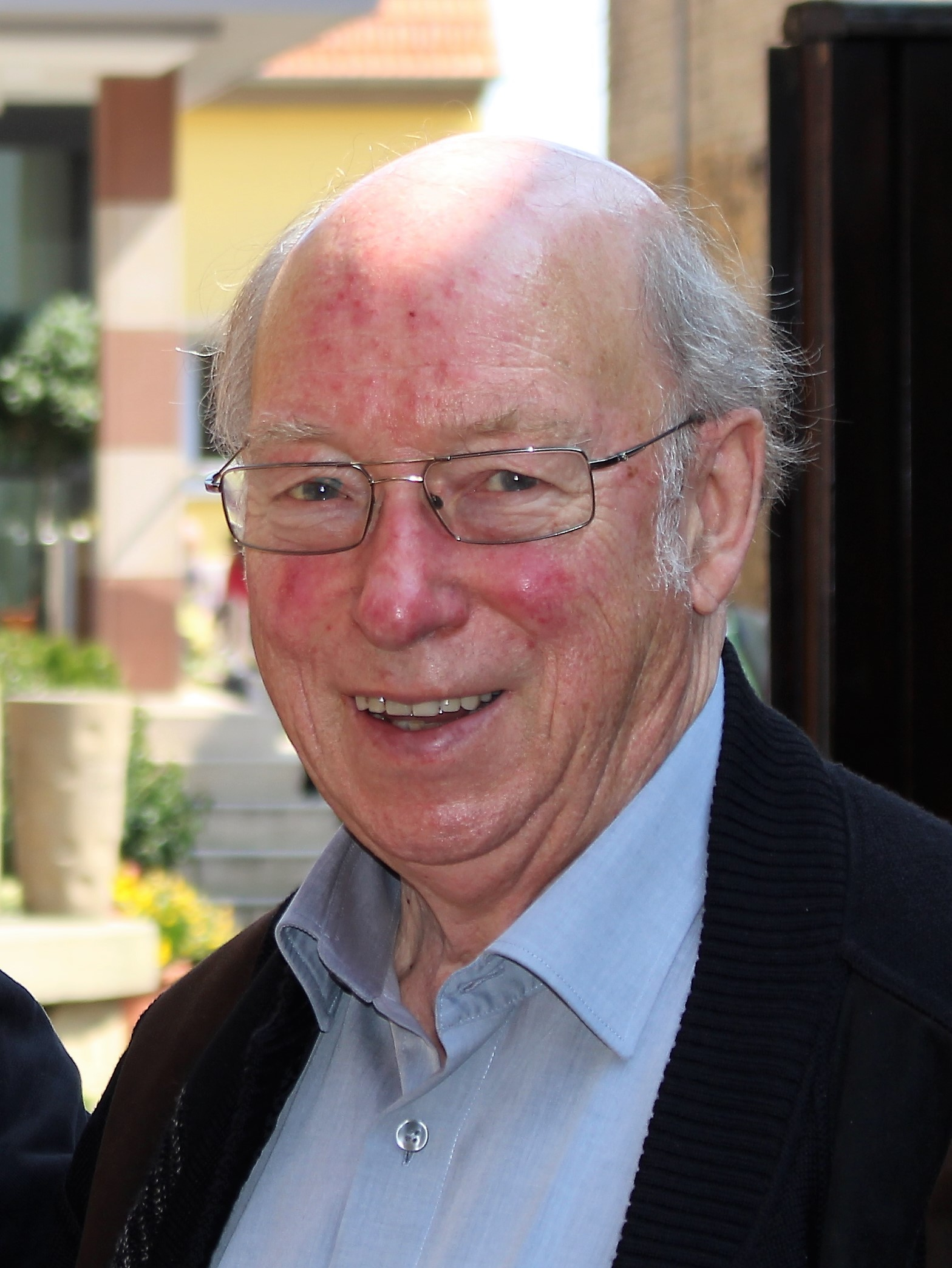

Jan-Jürgen Wasmuth studierte Kirchenmusik und evangelische Theologie in Herford und Heidelberg. Nach dem Studium arbeitete er als Bezirkskantor im  Kirchenbezirk Oberheidelberg und als Lehrer für Musik und Religion am Hebelgymnasium in Schwetzingen, dann als Kreiskantor im Kirchenkreis Bramsche (Niedersachsen) und als Musik- und Religionslehrer am Greselius-Gymnasium in Bramsche und schließlich 12 Jahre als Landeskantor des Niedersächsischen Kirchenchorverbandes in der Konföderation Evangelischer Kirchen in Niedersachsen (Landeskirchen Braunschweig, Hannover, Oldenburg, Schaumburg-Lippe und Bremen).
Er leitet den Chor vox-humana in der Vogelparkregion Walsrode/Südheide.
Auch in seinem Ruhestand führte er kirchenmusikalischen Seminare in Estland und Sankt Petersburg durch. Außerdem war er in der Lektorenausbildung der Evangelisch-lutherischen Landeskirche Hannovers tätig.

## Werke (Auswahl)
- Singen auf bewegter Erde – 66 Kanons – Strube-Verlag 1391
- Singen, um gehört zu werden – 63+3 Kanons – Strube-Verlag 1944
- Singen, um nicht zu verstummen – 33+33 Kanons deutsch/estnisch – Strube-Verlag 6454
- Neue Weihnachtslieder für Gemeinden und Chöre (4–5-st. Chorsätze)
- Intonations-Kanons zu Liedern des EG – Evangelisches Gesangbuch
- Neue Geistliche Lieder – Chorlieder unserer Zeit
- Div. Sätze zu Liedern des EG in Ausgaben (Carus) des Nieders. Kirchenchorverbandes
- Singspiele für Kinder und Instrumente
- Vertonte Jahreslosungen 1930–2024
- 24 Kanons (estnisch/deutsch)
- 44 Vanasõnu ja Kõnekääde – 44 Estnische Kanons – Sprichwörter
- Motetten (mit deutschem und estnischen Texte) für Chor und Instrumente
- Missa Estonika – Messe für 3-st. Kinderchor und Orgel
- Psalmvertonungen
- Geistliche Konzerte für 2 Soprane oder Sopran/Alt und B.c. in Estnischer Sprache
- Chor- und Instrumentalsätze zu EG-Liedern – Evangelisches Gesangbuch
- Solo-Kantaten
- Kantaten für Chor und Bläser oder andere Instrumente
- Mehrchörige Bläsermusiken
- 24 Herrnhuter Losungen und Lehrtexte Advent und Heiliger Abend 2021
- Herrnhuter Losungen und Lehrtexte für besondere Anlässe (Geburtstage, Ehe-Jubiläen u. a.)
- Bicinien für 2 Fagotte zu EG-Liedern
- 6 Slawische Volkslieder aus Russland für Querflöte, Chor und Continuo
- Unter  www.musicalion.com-wasmuth findet man die verschiedenen Kompositionen als capella-Dateien, MIDI- und PDF-Dateien

| Personendaten    | Personendaten                          |
| ---------------- | -------------------------------------- |
| NAME             | Wasmuth, Jan-Jürgen                    |
| KURZBESCHREIBUNG | deutscher Komponist und Kirchenmusiker |
| GEBURTSDATUM     | 28. Oktober 1938                       |